# Phrixothrix heydeni
Phrixothrix heydeni är en skalbaggsart som beskrevs av Olivier 1910. Phrixothrix heydeni ingår i släktet Phrixothrix och familjen Phengodidae. Inga underarter finns listade i Catalogue of Life.